# ノートン・インターポール2
ノートン・インターポール2（Norton Interpol 2）は、ノートン・モータースが製造したオートバイである。当初は名目上の排気量588cc 空冷 2ローター ヴァンケル・ロータリーエンジンを搭載していた。

## 概要
インターポール2のエンジンは信じられないほど滑らかに回転し当時としては速いオートバイであったが、様々なフリート・ユーザーで日常的に使用されるようになると幾つもの欠点が明らかとなった。この欠点の中に無線電波の干渉からの点火装置（Boyer Bransden electronic ignition）の絶縁不良があり、フリート・ユーザーの指令所で無線機の「通話」ボタンを押すとエンジンが停止することとなった。気温が高い環境下ではエンジンはオーバーヒートとなり、サーモスイッチが作動するとローターの1つを停止させることで残りのローターは如何なる状況でも動き続けた。しかし、動いているローターは停止しているローターよりもさらにオーバーヒートとなり、しばしばエンジン全体が適正温度になるまで動かせなくなることがあった。初期のモデルでは電装系のハーネスが短くフェアリング裏のマルチピン・コネクター部で切れることがあった。これは低速で走行中に「ロック・ツー・ロック」までハンドルバーを動かすと起こりがちであり、一歩間違えると動かなくなる恐れがある。これを修理するには整備士は特段の注意を要した。
ノートン・モータースはインターポール2を一般には販売しなかった。販売は警察、憲兵隊（特にイギリス空軍憲兵隊：Royal Air Force Police）、RACといったフリート・ユーザーに限られていた。
生産終了が近づくと新しい水冷版の2ローター ロータリーエンジンを搭載したモデルが幾台か製造され「インターポール2A」と名付けられた。
インターポール2とインターポール2Aの生産が終了すると次のP52型「コマンダー」に引き継がれた。